# 杨青 (国家话剧院演员)
杨青，中国大陆女演员，1982年毕业于中央戏剧学院表演系本科，中国国家话剧院一级演员，1989年参演电视剧《封神榜》，1989年荣获中国戏剧梅花奖，1990年主演电视剧《渴望》，1993年荣获文化部文华奖，1995年荣获中国话剧研究会金狮奖，2011年参演电视剧《新水浒传》。

## 作品

### 电视剧
- 柳舟记（2024年）饰演：太皇太后
- 欢迎来到麦乐村（2023年）饰演：陈佳珍
- 她的城（2023年）饰演：婆婆
- 有盼头（2023年）饰演：元一外婆
- 追光的日子（2023年）饰演：陈玉娥
- 又见仲夏夜之星（2023年）饰演：清水婆婆
- 温暖的，甜蜜的（2023年）饰演：董碧华
- 黏人俱乐部（2023年）饰演：二大妈
- 心跳源计划（2021年）饰演：安良玉
- 我在他乡挺好的（2021年）饰演：林丽萍
- 雁归西窗月（2021年）饰演：苏老太太
- 八零九零（2021年）饰演：胡梦
- 亲情的秘密（2021年）饰演：东门丹青
- 爱在星空下（2021年）饰演：苏丽珍
- 九流霸主（2020年）饰演：皇太妃
- 爱我就别想太多（2020年）饰演：杨母
- 小欢喜（2019年）饰演：方母
- 我的真朋友（2019年）饰演：程母
- 知否知否应是绿肥红瘦（2018年）饰演：太后
- 重返20岁（2018年）饰演：陈玉梅
- 恋爱先生（2018年）饰演：杨阿姨
- 玩伴（2017年）饰演：吴月秋
- 咱们相爱吧（2016年）饰演：康母
- 二胎时代（2015年）饰演：胡香凝
- 婚姻时差（2015年）饰演：吴母
- 待嫁老爸（2015年）饰演：文娜
- 驯夫记（2015年）饰演：刘淑芬
- 孩子回国了（2014年）饰演：海飞妈
- 匆匆那年（2014年）饰演：翟老师
- 爱情回来了（2014年）饰演：高见妈
- 结婚前规则（2014年）饰演：宋晓芬
- 一仆二主（2014年）饰演：顾母
- 失婚男女（2014年）饰演：顾妈妈
- 小爸爸（2013年）饰演：周云清
- 抹布女也有春天（2013年）饰演：孙小雅
- 家事也是事（2013年）饰演：秦玉
- 小男人遇上大女人（2012年）饰演：何母
- 新上门女婿（2011年）饰演：何丽
- 老爸的筒子楼（2011年）饰演：许诺母
- 新水浒传（2011年）饰演：王婆
- 爱有多远（2009年）饰演：何阿姨
- 相思树（2008年）饰演：康母
- 午夜阳光（2005年）饰演：淑芬
- 开心就好之男人无烦恼（2003年）饰演：邱茯苓
- 命运的承诺（2002年）饰演：房老师
- 渴望（1990年）饰演：徐月娟
- 封神榜（1989年）饰演：姜王后

### 电影
- 爹地（2018年）饰演：花姐
- 重返20岁（2015年）饰演：陈玉梅
- 搜索（2012）饰演：张绫霜老师
- 我们家（2009年）饰演：王锦蓉
- 愁眉笑脸（1998年）饰演：柳云
- 铸剑（1994年）饰演：莫邪
- 男人也难（1994年）饰演：王玉枝

### 话剧
- 2001年《屋外有花园》
- 2007年《社会形象》
- 2007年《高加索灰阑记》
- 2008年《结婚》饰演：花田秋子
- 2009年《不知秋思在谁家》
- 2009年《珍惜》
- 2010年《哈妮姑娘》
- 2007年《在这个家庭里》
- 2010年4月《有一种毒药》
- 2011年《我不离婚》饰演：于琨妻子
- 2014年10月《哥本哈根》饰演：马格瑞特
- 2014年7月3日《婚姻九天半》饰演：郭阿姨

### 配音
- 1987年《红楼梦》赵姨娘

## 获奖
- 2021 中国国家话剧院“荣耀艺术家”称号
- 1998 文化部优秀表演奖
- 1995 中国话剧研究会金狮奖
- 1993 文化部文华奖
- 1989 中国戏剧梅花奖